# Patalene
Patalene är ett släkte av fjärilar. Patalene ingår i familjen mätare.

## Bildgalleri

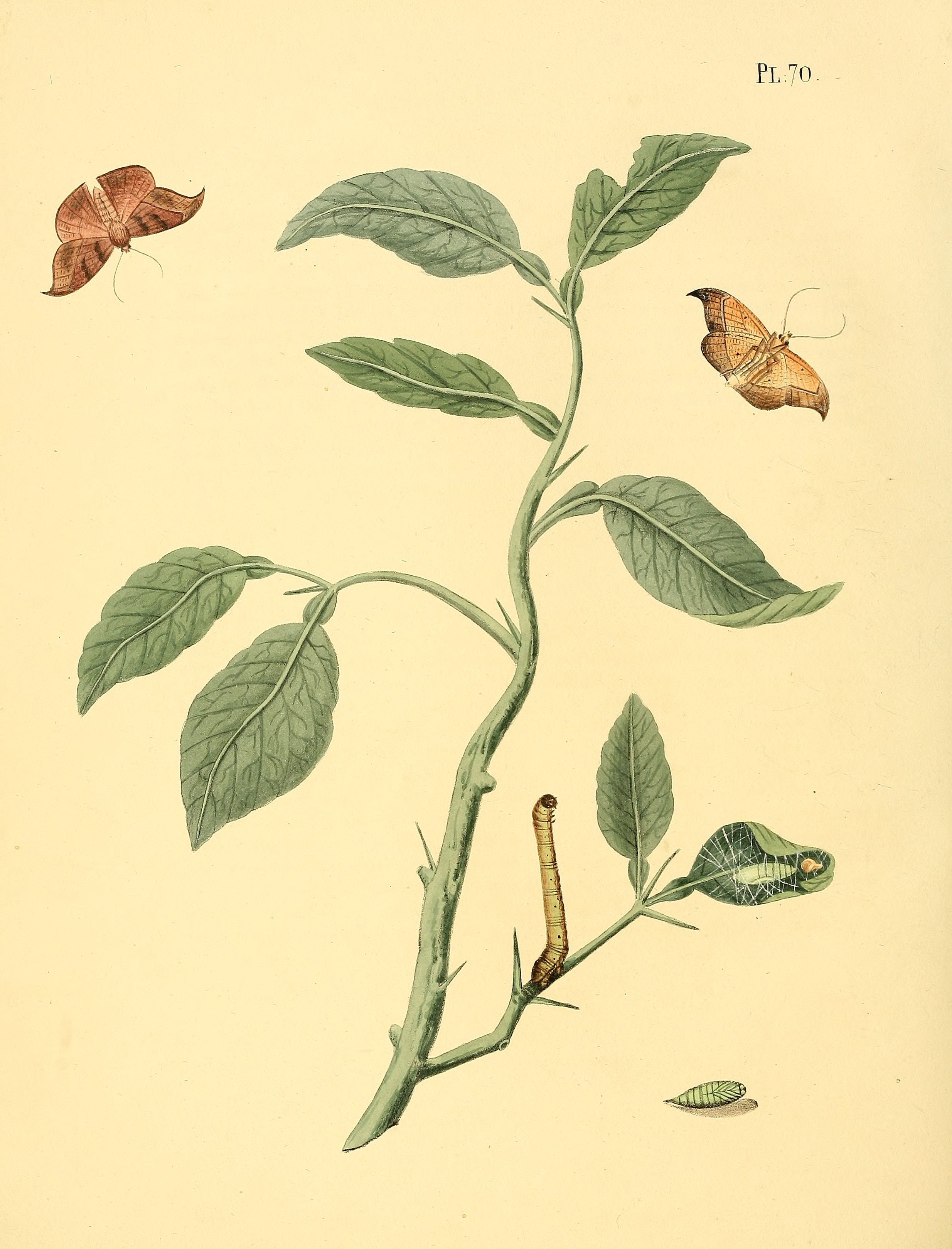
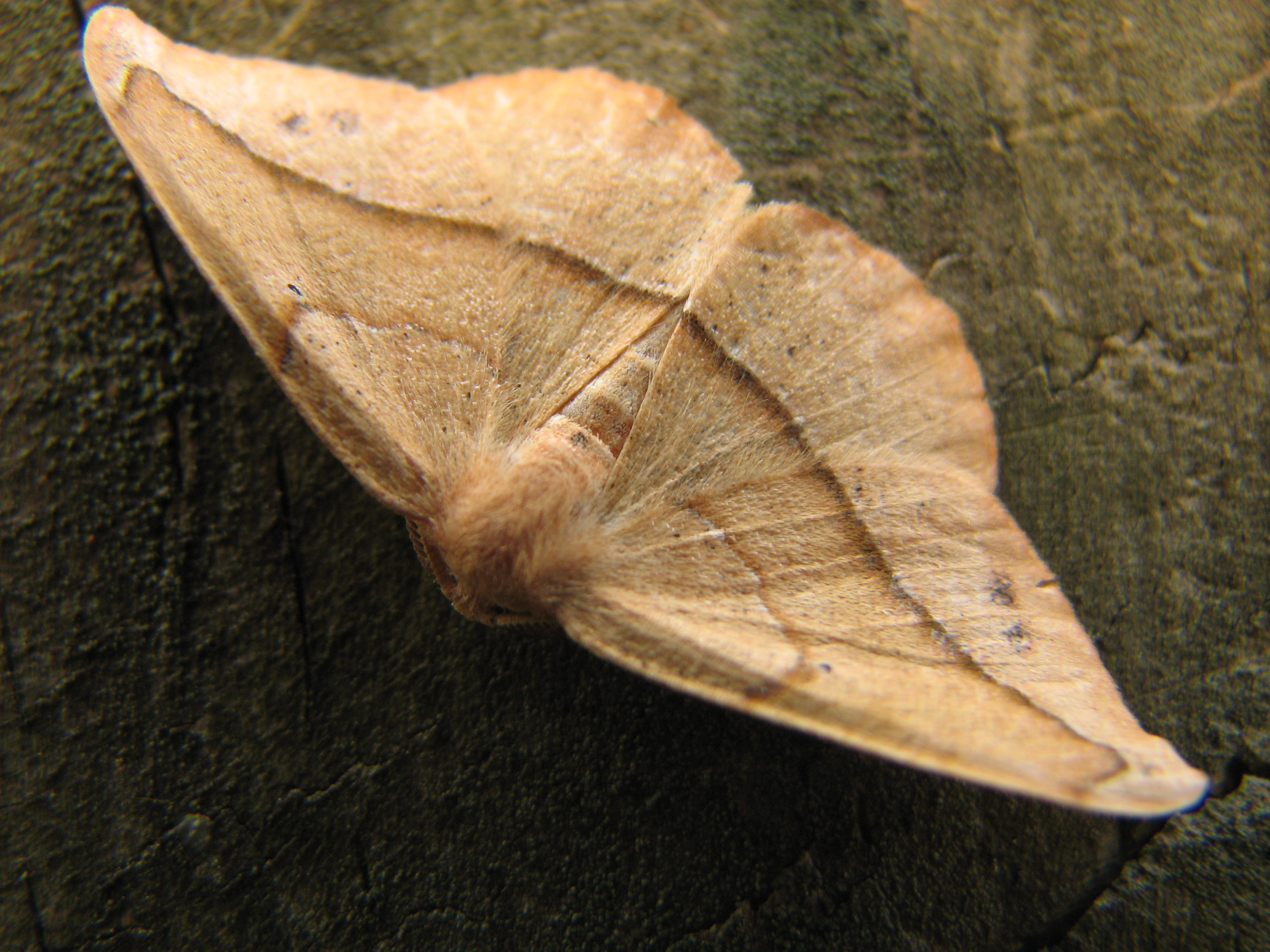
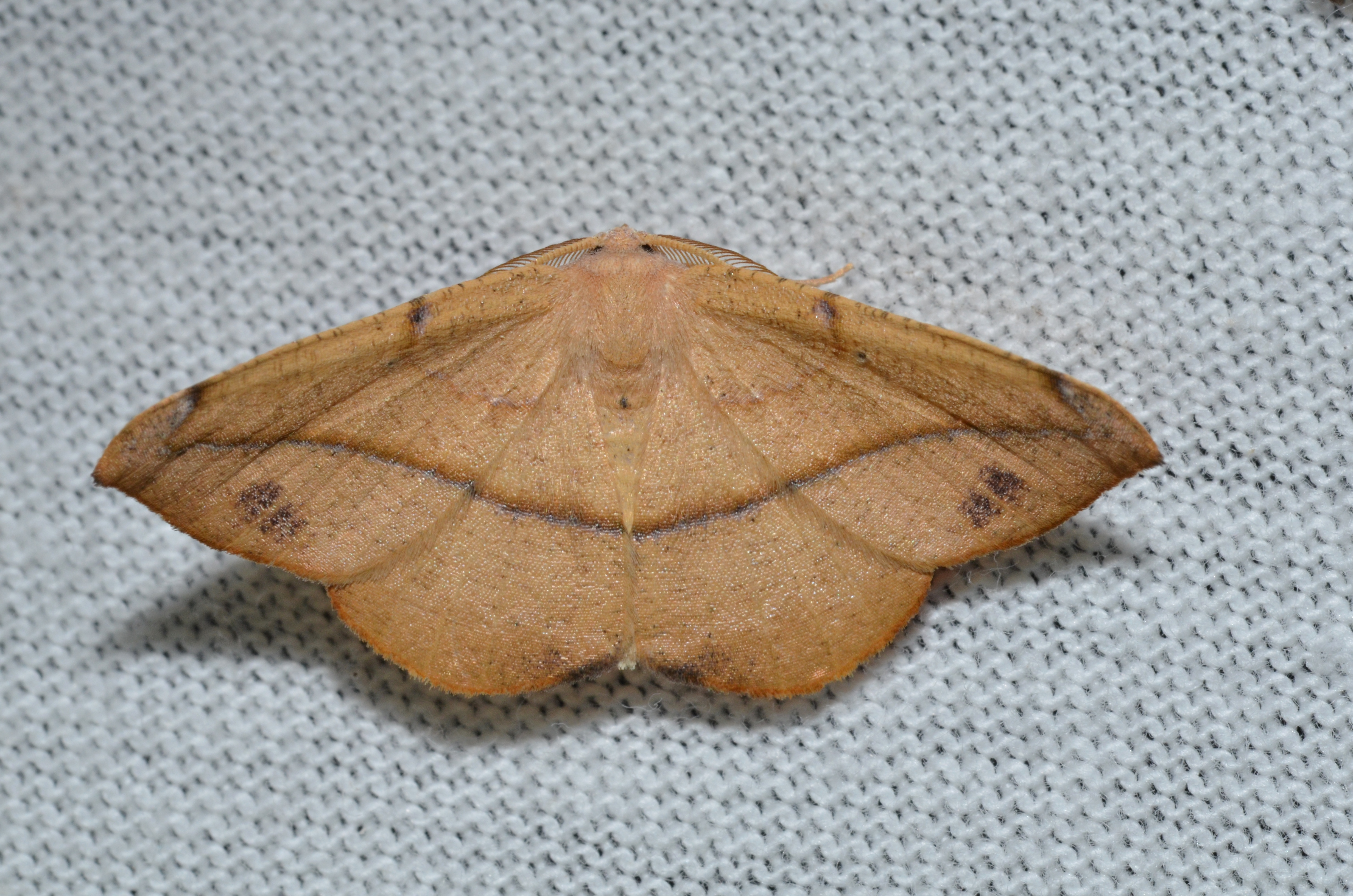
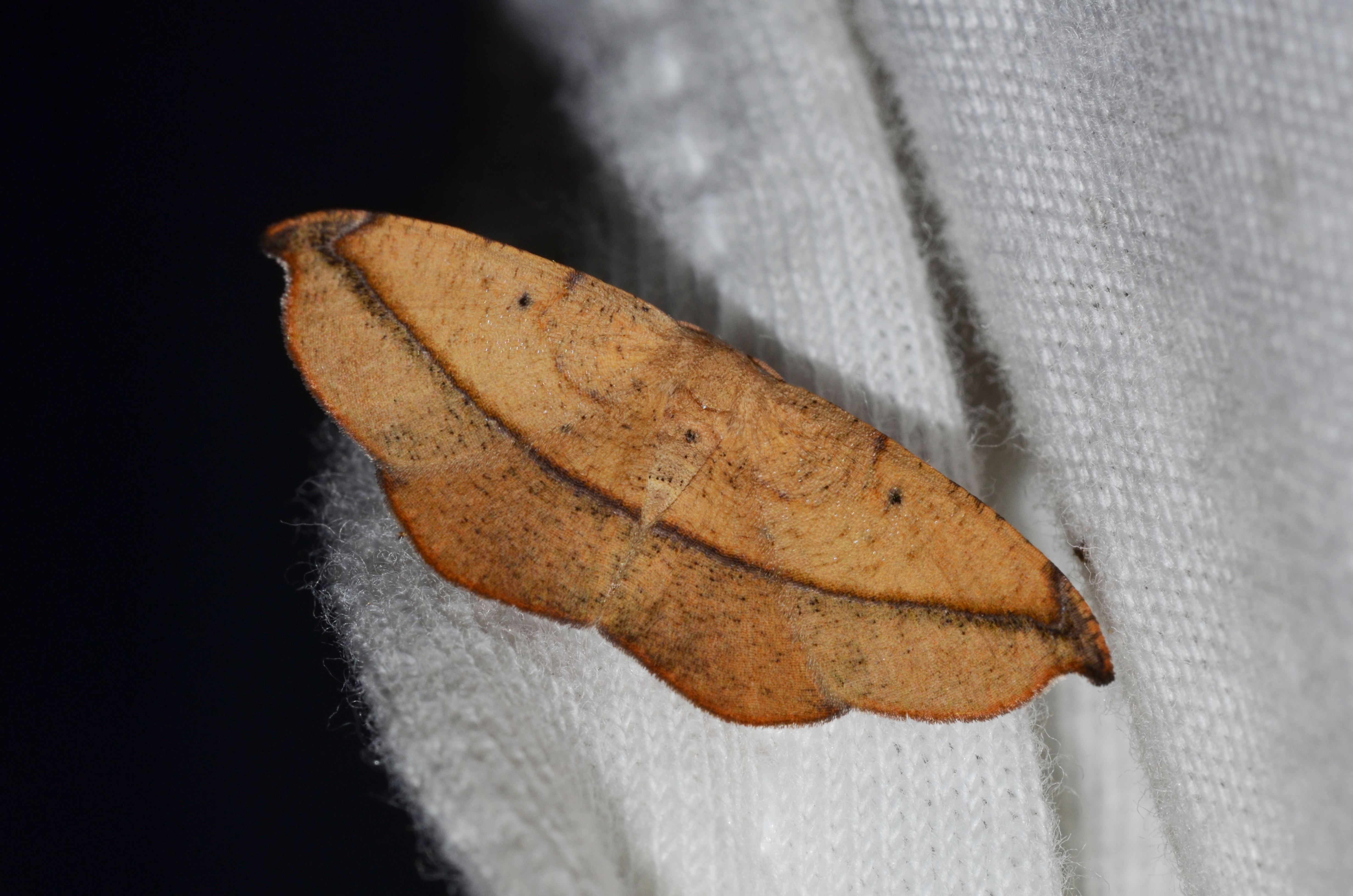
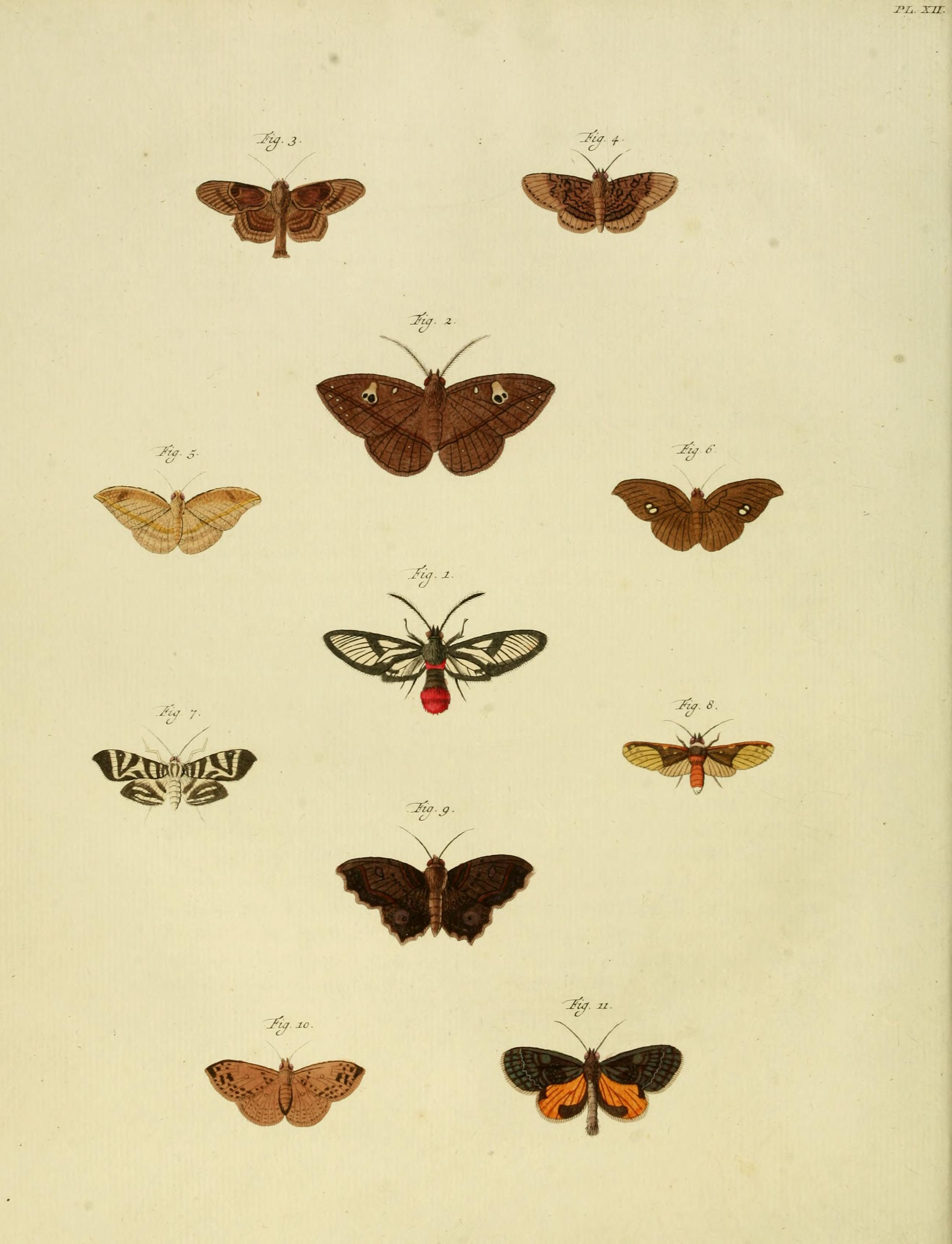

## Dottertaxa tillPatalene, i alfabetisk ordning[1]
- Patalene aequosus
- Patalene amytisaria
- Patalene aquosus
- Patalene bicesaria
- Patalene complanata
- Patalene depranaria
- Patalene epionata
- Patalene falcularia
- Patalene hamulata
- Patalene harpagulata
- Patalene infensata
- Patalene insudata
- Patalene juniperaria
- Patalene meticulata
- Patalene nicoaria
- Patalene nutriaria
- Patalene ochrea
- Patalene oemearia
- Patalene olyzonaria
- Patalene pappiaria
- Patalene perizomaria
- Patalene pionaria
- Patalene puber
- Patalene sesquilinea
- Patalene siculata
- Patalene sordida
- Patalene spadicearia
- Patalene suggillaria
- Patalene syzygiaria
- Patalene tellesaria
- Patalene valeria
- Patalene varus